# شيجيمن

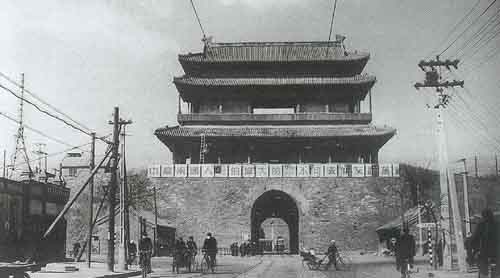
بوابة شيجيمن القديمة

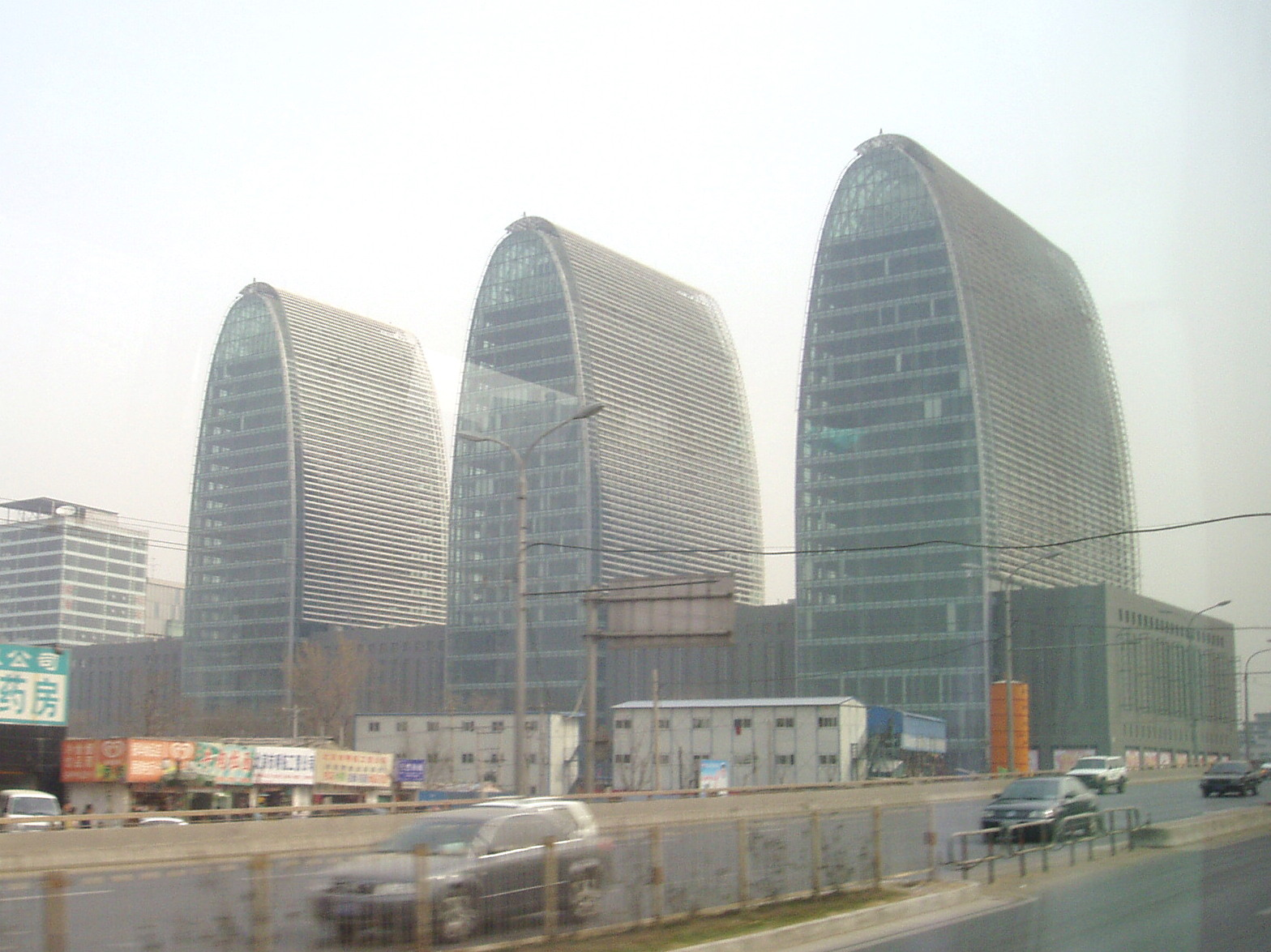
مبنى إداري فوق وصلة مترو أنفاق شيجيمن

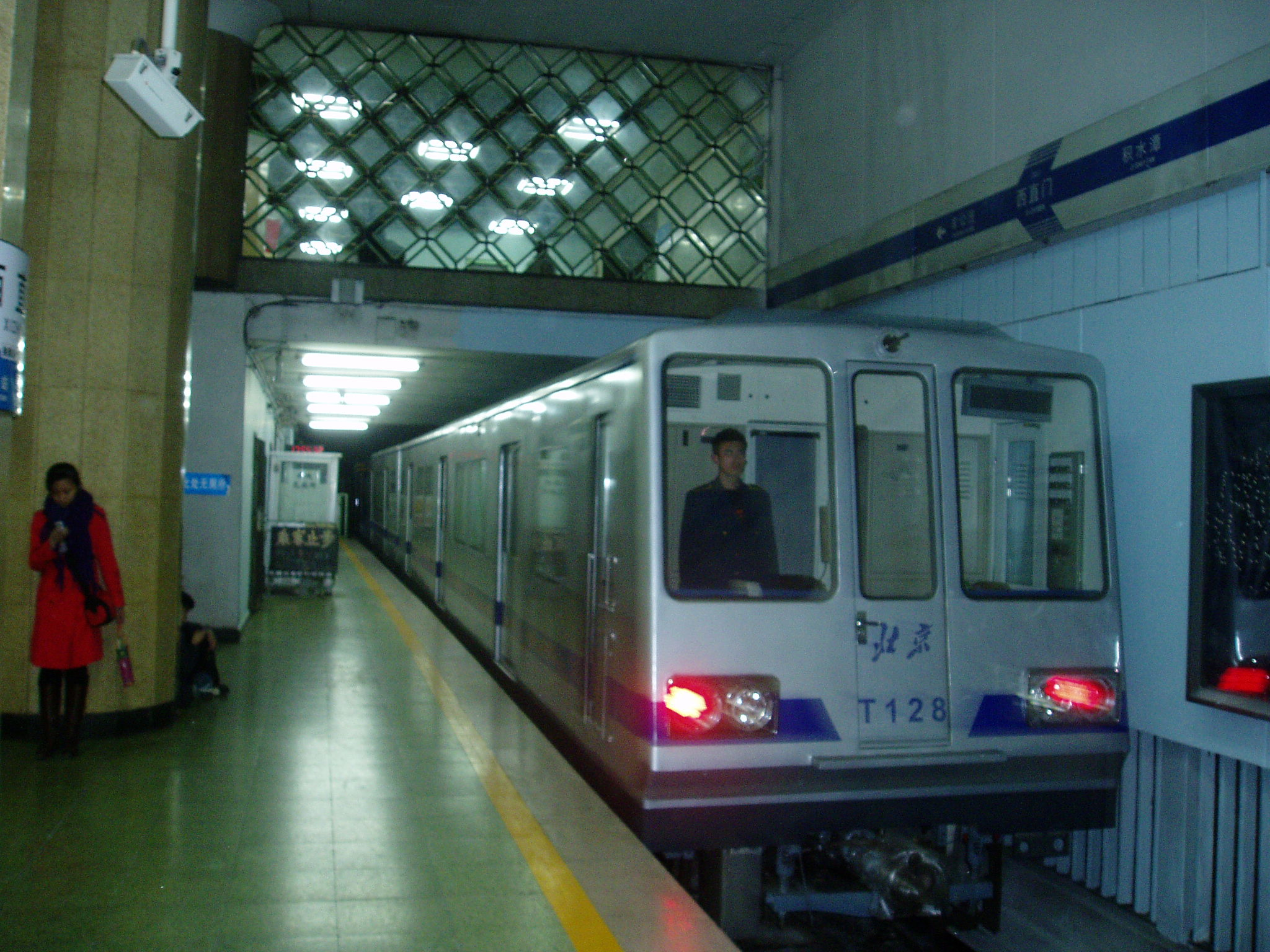
مترو الانفاق رقم 2 في شيجيمن

شيجيمن (بالصينية: 西直门) كانت بوابة في سور مدينة بكين وهي الآن محطة ضمن نظام المواصلات في بكين. كانت البوابة مدخلا لمياه الشرب للإمبراطور، القادمة من تلال جايد سبرينغ إلى الغرب من بكين. هدمت البوابة عام 1969.

## وسائل النقل
يرتبط الطريق الدائري الثاني بشارع شيجيمن الخارجي، والذي تم تحويله مؤخرًا إلى طريق سريع للمدينة، يربط الطريق الدائري الثاني الغربي عبر حديقة حيوان بكين بالطريق الدائري الثالث. يعد المبنى المرتفع ثلاثي الأقواس معلمًا بارزًا عند التقاطع.
1. ↑  "西直门 - 北京京港地铁有限公司". www.mtr.bj.cn. مؤرشف من الأصل في 2021-12-02. اطلع عليه بتاريخ 2022-02-12.
2. ↑  冯玉祥 famous warlord, second character reads yu, see Chinese version of article
3. ↑  董福祥与西北马家军阀的的故事 - 360Doc个人图书馆 نسخة محفوظة 2018-12-14 على موقع واي باك مشين.

Dong Fuxiang Northwest Ma's Army of the valve - 360Doc personal library
4. ↑  抗击八国联军的清军将领——马福禄 - 360Doc个人图书馆 نسخة محفوظة 2018-12-14 على موقع واي باك مشين.

Qing generals fight Boxer Rebellion - MA FULU - 360Doc personal library
5. ↑  عالم القرون الوسطى في أعين المسلمين - كتب Google نسخة محفوظة 26 فبراير 2020 على موقع واي باك مشين.